# Popowkino (obwód wołogodzki)
Popowkino (ros. Поповкино) – wieś w Rosji, w rejonie wielikoustidzkim obwodu wołogodzkiego. W 2010 r. liczyła 48 mieszkańców.